# Kosmos-2I

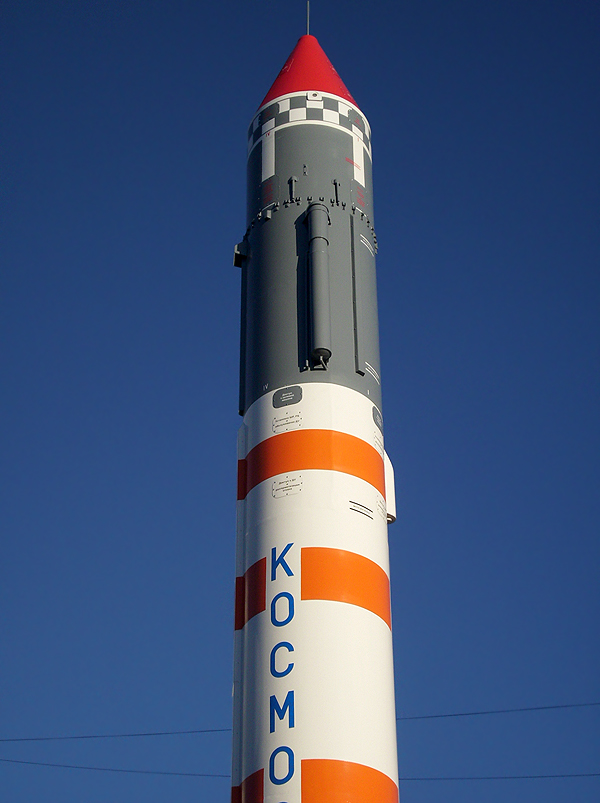
Modelo de um foguete Kosmos.

O Kosmos-2I (Índice GRAU: 11K63, também conhecido como Cosmos-2) foi um veículo lançador soviético, derivado do míssil R-12, que foi usado para colocar satélites em órbita entre 1965 e 1977. Ele foi substituído pelos modelos Kosmos-3 e Kosmos-3M. Foram efetuados 127 lançamentos com esse veículo, registrando apenas 9 falhas.